# ضخامة الأعضاء
ضخامة الأعضاء هو التضخم الغير طبيعي للأعضاء. على سبيل المثال، ضخامة البظر هو ازدياد في حجم البظر، وضخامة القلب هو زيادة في حجم القلب تشريحياً. ضخامة الأحشاء هو تضخم أعضاء البطن. ومن الأمثلة على ضخامة الأحشاء هي تضخم الكبد، وتضخم الطحال، والمعدة والكلى والبنكرياس.

## القيم الخاصة بضخامة أعضاء الجسم المختلفة
تشير القيم الآتية إلى القيم الخاصة بالبالغين إلا إذا تم تخصيص فئة عمرية أخرى.
| العضو         | مصطلح يشير إلى التضخم    | مجال مرجعي للتعريف |
| ------------- | ------------------------ | --- |
| أبهر بطني     | توسع أو توسع معتدل       | أكبر أو أصغر من 3 سم. |
| أبهر بطني     | أم الدم الأبهرية البطنية | - المتوسطة: 3 - 5 سم - الضخمة أو الحالات الحرجة: أكبر من 5 أو 5.5 سم. |
| مرارة         | سماكة الجدار             | 3 مم |
| قلب           | تضخم القلب               | يحدد بتضخم القلب أكثر من 0.5. |
| أمعاء غليظة   | تمدد                     | الحد الأعلى لمدى القُطر الطبيعي: - الأعور: 10.5 سم - القولون الصاعد: 7.0 سم - القولون المستعرض: 6.5 سم - القولون السيني والقولون الهابط: 6.8 سم - المستقيم (بالقرب من اتصال المستقيم والقولون السيني): 7.5 سم |
| أمعاء غليظة   | سماكة الجدار             | 5 مم |
| عقدة لمفاوية  | تضخم العقد اللمفية       | 10 مم بشكل عام. انظر (تضخم العقد اللمفية) للمزيد من التفاصيل. |
| حويضة الكلية  | جزء من موه الكلية        | 4 – 20 مم: - الجنين الحي: القطر الأمامي الخلفي أقل من 4 ملم في الأجنة تصل إلى 32 أسبوعًا من عمر الحمل و 7 ملم بعد ذلك. - البالغون: تحدد المجال المرجعي بشكل مختلف من قبل مصادر مختلفة، إذ تتراوح الأقطار الأمامية الخلفية بين 10 و 20 ملم. حوالي 13٪ من البالغين الأصحاء فقط لديهم قطر حوض كلية عرضي أكثر من 10 ملم بصورة طبيعية. |
| البروستاتا    | بروستاتا                 | حجم أكبر من 30 سم مكعب. |
| أمعاء دقيقة   | تمدد                     | - 2.5 سم بالتصوير المقطعي المحوسب - طفيف: 2.5–2.9 سم - متوسط: 3-4 سم - حاد: أكبر من4 سم - 3 سم بتصوير البطن بالأشعة السينية (يعطي التصوير الشعاعي الإسقاطي تكبير هندسي بالمقارنة مع التصوير المقطعي المحوسب) |
| أمعاء دقيقة   | سماكة الجدار             | 3–5 مم |
| طحال          | تضخم الطحال              | عندما يكون أكبر الأبعاد أكثر من 11 سم، أو ارتفاع الطول الرأس عقبي أكبر من 13سم. - تضخم الطحال المعتدل: البعد الأكبر بين 11-20 سم - تضخم الطحال الشديد: أكبر بعد أكبر من 20 سم |
| الأبهر الصدري | تمدد                     | الأقطار: - أكبر من3.5 سم عموما الحدود العليا للمجال المرجعي: - الأبهر الصاعد: - 3.3 سم في صغار الشباب - 4.3 سم بين كبار السن من. - الشريان الأورطي الهابط، - 2.3 سم بين صغار الشباب. - 3.2 سم بين كبار السن من الأفراد. |
| الأبهر الصدري | أم الدم الأبهرية الصدرية | القطر - في الولايات المتحدة: أكبر من 4.5 سم. - في كوريا: أكبر من 4 سم |
| خصية          | خصية                     | 5 سم ( المحور الطويل) * 3 سم ( المحور القصير). |
| لوزة          | لوزة متضخمة              | 2.5 سم في الطول، 2.0 سم في العرض و 1.2 سم في السمك. |
| حالب          | توسع الحالب              | 6 أو 7 مم. |
| مثانة         | سماكة الجدار             | 3-5 مم، وأكبر من 3 مم عندما تكون متمددة جيدا. |